# Alitalia-Flug 771
Der Alitalia-Flug 771 (Flugnummer: AZ771, Funkrufzeichen: ALITALIA 771) war ein interkontinentaler Linienflug der Alitalia von Sydney nach Rom mit geplanten Zwischenstopps in Darwin, Singapur, Bangkok, Bombay, Karatschi und Teheran am 8. Juli 1962. Auf diesem Flug verunglückte eine Douglas DC-8-43 der Alitalia am Ende des vierten Flugabschnitts. Die Maschine wurde nach einem Navigationsfehler nur 1,5 Meter unterhalb des Gipfels in einen Berg geflogen. Bei dem Unfall kamen alle 94 Menschen an Bord ums Leben.
Es handelte sich seinerzeit um den schwersten Flugunfall der Alitalia sowie den schwersten in Indien, außerdem bis zum Trans-Canada-Air-Lines-Flug 831 um den Flugunfall mit den seinerzeit meisten Todesopfern an Bord einer Douglas DC-8.

## Flugzeug
Bei der verunglückten Maschine handelte es sich um eine knapp sechs Monate alte Douglas DC-8-43, die im Douglas-Werk in Long Beach, Kalifornien montiert wurde und deren Roll-out am 19. Januar 1962 erfolgte. Das Flugzeug trug die Werknummer 45631, es handelte sich um die 160. Douglas DC-8 aus laufender Produktion. Die DC-8 wurde mit dem Luftfahrzeugkennzeichen N809US für die Northwest Airlines zugelassen, welche die Maschine jedoch nicht abnahm. Am 24. März 1962 übernahm dann die Alitalia die Maschine und ließ diese mit dem neuen Kennzeichen I-DIWD zu. Das vierstrahlige Langstrecken-Schmalrumpfflugzeug war mit vier Turbofantriebwerken des Typs Rolls-Royce Conway 509-12 ausgestattet. Bis zum Zeitpunkt des Unfalls hatte die Maschine 964 Betriebsstunden absolviert.
Die Maschine war nicht mit einem Flugdatenschreiber ausgerüstet, diese waren zu jener Zeit auch noch nicht vorgeschrieben, wenngleich sie für die Douglas DC-8 auf Kundenwunsch bestellt werden konnten. Zwei Jahre zuvor war nach der Flugzeugkollision von New York City der erste Flugdatenschreiber der Luftfahrtgeschichte ausgewertet worden, dieser war in einer Douglas DC-8 verbaut.

## Passagiere und Besatzung
An Bord der Maschine befanden sich 85 Passagiere. Die neunköpfige Besatzung setzte sich zusammen aus einer dreiköpfigen Cockpitbesatzung und sechs Flugbegleitern. Die Cockpitbesatzung bestand aus einem Flugkapitän, einem Ersten Offizier und einem Flugingenieur.
- Der 50-jährige Flugkapitän Luigi Quattrin war seit 1939 Pilot. Er war zuvor mit Flugzeugen der Typen Douglas DC-6 und Douglas DC-7 die Flugstrecke von Rom nach Bombay geflogen, jedoch nicht bis nach Bangkok. Auf dem von Alitalia geforderten Einarbeitungsflug für die Strecke Bangkok–Bombay, damit er die Strecke als verantwortlicher Pilot fliegen durfte, flog er mit Zwischenstopps auf der Strecke Teheran-Karatschi-Bombay nach Bangkok. Quattrin verfügte über eine kumulierte Flugerfahrung von 13.700 Stunden, wovon er 1.396 Stunden mit der Douglas DC-8 absolviert hatte.
- Der 33-jährige Erste Offizier Ugo Arcangeli war seit 1956 Pilot. Er hatte insgesamt 3.480 Flugstunden Dienstzeit vorzuweisen, wovon er 1.672 Stunden als Erster Offizier an Bord der Douglas DC-8 geflogen war.
- Der 31-jährige Flugingenieur Luciano Fontana verfügte über 4.070 Stunden Flugerfahrung, von denen er 386 an Bord der Douglas DC-8 abgeleistet hatte.

Sowohl der Kapitän als auch der Erste Offizier waren ausgebildete Navigatoren; es befand sich jedoch kein als solcher tätiger Navigator unter der Flugbesatzung.
Bei der letzten Zwischenlandung war der österreichische Bergsteiger und Forschungsreisende Heinrich Harrer ausgestiegen. Er hatte sich auf dem Rückflug von einer Westneuguinea-Expedition, wo er die  Carstensz-Pyramide (Puncak Jaya) erstbestiegen hatte, in Bangkok mit einem Redakteur des Life-Magazins verabredet.

## Unfallhergang
Die Maschine startete in Sydney mit 45 Passagieren an Bord. Nachdem die ersten drei Flugabschnitte über Darwin, Singapur und Bangkok ohne besondere Vorkommnisse geflogen wurden und dort weitere Passagiere zugestiegen waren, startete die Maschine um 22:16 Uhr Ortszeit des 7. Juli 1962 (15:16 Uhr UTC) zum Weiterflug in Richtung Bombay. Obwohl sich gemäß Flugplan 98 Personen an Bord befinden sollten, startete die Maschine in Bangkok mit 94 Insassen. Entgegen der Betriebsvorschriften der Alitalia hatte der Flugkapitän den Flugplan nicht unterzeichnet.
Um 22:50 Uhr Ortszeit (17:20 Uhr UTC) nahm die Besatzung der Maschine erstmals Kontakt mit der Flugsicherung in Bombay auf und erkundigte sich nach den Wetterbedingungen am Flughafen. Die Piloten gaben an, in 36.000 Fuß (ca. 11.000 Meter) Höhe zu fliegen und dass sie planmäßig am 8. Juli 1962, um 0:15 Uhr Ortszeit (7. Juli 1962, 18:45 Uhr UTC) in Bombay eintreffen würden. Zwischen 17:30 und 17:47 Uhr wurden mehrere Wetterauskünfte erteilt, die Wetterberichte kündigten leichten Regen, jedoch keine Gewitter oder andere schwierigen Wetterbedingungen an. Um 18:20 Uhr wechselte die Cockpitbesatzung auf die Anflugfrequenz von Bombay und bat über Aurangabad um Freigabe zum Beginn des Sinkflugs auf eine Höhe von 20.000 Fuß. Der Sinkflug wurde genehmigt und die Besatzung bestätigte den Empfang der bereitgestellten Wetterinformationen. Die Piloten leiteten den Sinkflug von 35.000 auf 20.000 Fuß um 23:59:36 Uhr Ortszeit (18:24:36 Uhr UTC) ein. Fünf Minuten später wurde eine Freigabe zum Sinkflug auf 4.000 Fuß erteilt. Die Cockpitbesatzung teilte mit, dass sie für den Anflug auf Landebahn 27 eine Warteschleife über dem Outer Marker fliegen wolle. Der letzte Funkspruch erfolgte um am 8. Juli 1962 um 00:09 Ortszeit (18:39 Uhr des 7. Juli 1962 UTC), mit diesem bestätigte die Besatzung den Flug der Warteschleife. Um 00:10 Uhr Ortszeit des 8. Juli 1962 (18:40 Uhr des 7. Juli 1962 UTC) schlug die Maschine in 1.100 Metern Höhe gegen die Flanke des 84 Kilometer nordöstlich von Bombay gelegenen Berges Dawandiatschi. Die Stelle des Aufpralls befand sich nur 1,5 Meter unterhalb des Gipfels. Die Maschine wurde völlig zerstört, alle 94 Insassen kamen ums Leben.

## Ursache
Der Unfall wurde auf einen Navigationsfehler zurückgeführt, der den Piloten zu der Annahme veranlasste, dass er näher an seinem Ziel sei, als er tatsächlich war. In der Folge habe er unter Instrumentenbedingungen den Sinkflug verfrüht eingeleitet. Als beitragende Faktoren wurden das Versäumnis des Piloten, alle verfügbaren Navigationsmöglichkeiten zu nutzen, um die korrekte Position der Maschine zu bestimmen, die Nichteinhaltung der vorgeschriebenen sicheren Mindesthöhe sowie die fehlende Vertrautheit des Kapitäns mit der Geländebeschaffenheit entlang der Route ermittelt.